# Iowanella
Iowanella es un género de foraminífero bentónico de la subfamilia Schwagerininae, de la familia Schwagerinidae, de la superfamilia Fusulinoidea, del suborden Fusulinina y del orden Fusulinida. Su especie tipo es Triticites winterensis. Su rango cronoestratigráfico abarca desde el Stephaniense (Carbonífero superior) hasta el Wolfcampiense (Pérmico inferior).

## Discusión
Clasificaciones más recientes incluyen Iowanella en la superfamilia Schwagerinoidea, y en la subclase Fusulinana de la clase Fusulinata.

## Clasificación
Iowanella incluye a la siguiente especie:
- Iowanella winterensis †